# Formalismo multigaussiano
Formalismo multiGaussiano é um modelo hipotético de caracterização de funções de distribuição de probabilidades de dados experimentais (amostra) o qual admite que essa mesma distribuição pode ser caracterizada pela conjunção de múltiplas distribuições gaussianas. É vulgarmente utilizada na caracterização de fenómenos das ciência da terra e é inclusive adoptada no procedimento de simulação de variáveis espaciais simulação sequencial gaussiana no ramo da geoestatística. A vantagem desta assunção é a simplicidade de implementação. Se para um dado sub-conjunto do conjunto total dos dados experimentais calcularmos a média e variância podemos, efectivamente, caracterizar uma distribuição gaussiana.

## Definição
Se admitirmos o conjunto de variáveis aleatórias {\displaystyle \left\{Y(x),x\in A\right\}} como seguindo uma lei conjunta multigaussiana, qualquer par, {\displaystyle Y(x_{1})} e {\displaystyle Y(x_{2})}, localizado respectivamente em {\displaystyle x_{1}} e {\displaystyle x_{2}}, consiste numa distribuição biGaussiana que pode ser caracterizada pela função de covariância Falhou a verificação gramatical (SVG (MathML pode ser ativado através de uma extensão do ''browser''): Resposta inválida ("Math extension cannot connect to Restbase.") do servidor "http://localhost:6011/pt.wikipedia.org/v1/":): {\displaystyle C_Y(x_1,x_2)}
. Deste modo a função de distribuição de probabilidades local (ou condicional - referindo-se a um sub-conjunto do conjunto {\displaystyle Y(x)}) é também gaussiana determinada pela média e variância dessa mesma distribuição local. Assumindo que pretendemos saber a distribuição local num qualquer local no espaço, {\displaystyle x_{0}}, com média e variância:
{\displaystyle E\left\{Y(x_{0})|Y(x_{1},...,Y(x_{N})\right\}}
{\displaystyle var\left\{Y(x_{0})|Y(x_{1},...,Y(x_{N})\right\}}
A gaussiana respectiva seria (Soares, 2006):
```

  

    

      

        
G

        
(

        

          
x

          

            
0

          

        

        
;

        
y

        
)

        
=

        
G

        

          
(

          

            

              

                
y

                
−

                
E

                

                  
{

                  

                    
Y

                    
(

                    

                      
x

                      

                        
0

                      

                    

                    
)

                    

                      
|

                    

                    
Y

                    
(

                    

                      
x

                      

                        
α

                      

                    

                    
,

                    
α

                    
=

                    
1...

                    
,

                    
N

                    
)

                  

                  
}

                

              

              

                
v

                
a

                
r

                

                  
{

                  

                    
Y

                    
(

                    

                      
x

                      

                        
0

                      

                    

                    
)

                    

                      
|

                    

                    
Y

                    
(

                    

                      
x

                      

                        
α

                      

                    

                    
,

                    
α

                    
=

                    
1...

                    
,

                    
N

                    
)

                  

                  
}

                

              

            

          

          
)

        

      

    

    
{\displaystyle G(x_{0};y)=G\left({\frac {y-E\left\{Y(x_{0})|Y(x_{\alpha },\alpha =1...,N)\right\}}{\sqrt {var\left\{Y(x_{0})|Y(x_{\alpha },\alpha =1...,N)\right\}}}}\right)}

  

```

A aplicação deste modelo numa simulação sequêncial gaussiana é feita a partir estimadores da krigagem simples, média e variância (Matheron, 1974):
```

  

    

      

        
G

        
(

        

          
x

          

            
0

          

        

        
;

        
y

        
)

        
=

        
G

        

          
(

          

            

              

                
y

                
−

                
Y

                
(

                

                  
x

                  

                    
0

                  

                

                

                  
)

                  

                    
∗

                  

                

              

              

                

                  
σ

                  

                    
E

                  

                  

                    
∗

                  

                

                
(

                

                  
x

                  

                    
0

                  

                

                
)

              

            

          

          
)

        

      

    

    
{\displaystyle G(x_{0};y)=G\left({\frac {y-Y(x_{0})^{*}}{\sigma _{E}^{*}(x_{0})}}\right)}

  

```

## Aplicação
O método de simulação sequencial gaussiana admite o formalismo multiGaussiano e criando sub-conjuntos a partir de uma distribuição de probabilidades da variável a simular em recurso à média e variância de krigagem. Assim, definindo-se a gaussiana local, podemos gerar um valor aleatório equivalente a essa mesma distribuição.

## Discussão
Foram descritas algumas desvantagens na assunção do Formalismo multiGaussiano na simulação de fenómenos espaciais o que veio dar origem à conceptualização da simulação sequencial directa. As desvantagens enunciadas são (Soares, 2006):
- A hipótese de multiGaussianidade não pode ser varificada com base numa só realização do conjunto de variáveis aleatórias.
- A hipótese de biGaussianidade das leis de distribuição de variáveis aleatórias é também uma hipótese que requer verificação dado que pode ou não ser apropriada aos dados experimentais.
- Os padrões de continuidade dos valores extremos não são reproduzidos neste modelo. De facto, após a transformação Gaussiana dos dados experimentais, é calculado e utilizado um só modelo de variograma que reflecte o comportamento médio da variável de estudo. A utilização deste modelo é desaconselhada para a caracterização da continuidade espacial dos valores extremos.
- As variâncias das leis de distribuição de probabilidades locais, dadas pelas variâncias de krigagem, dependem somente da configuração amostral e não dos valores das amostras.[3]